# Музей спортивної слави (Казахстан)
Республіканський музей спортивної та Олімпійської слави — музей історії казахстанського спорту та спортивних досягнень, розташований у місті Алма-Аті, розташований у колишньому будинку садівника Татаринова.

## Музей
Музей спортивної та олімпійської слави створений у 1972 році при Казахському державному інституті фізичної культури.
У 1999 році після переїзду Комітету зі спорту та фізичної культури до Астани музей переїхав до Будинку садівника Татаринова.
Експонати нового музею було зібрано з фонду Музею спорту вищих досягнень у головному корпусі КазДАСТ, а також за підтримки Комітету зі спорту та фізичної культури, НОК РК, спортивних добровільних товариств ЦСКА та «Динамо», федерацій з різних видів спорту.
У музеї експонуються кубки, медалі, фотографії та інші раритети казахстанських спортсменів, завойовані ними на чемпіонатах світу, Європи, найбільших міжнародних турнірах. Центральне місце в експозиції музею було відведено під Кубок Баркера, завойований В. Жировим на Олімпійських іграх в Атланті (США) і присуджений найкращому боксеру олімпійського циклу. Зараз Кубок Баркера зберігається в Музеї Президента Казахстану.
У складі експозиції музею три зали: «Незалежний Казахстан», «Чемпіони світу, Європи та Азії» та «Здоровий спосіб життя».

## Будівля музею
Будівля була зведена наприкінці XIX століття. Імовірно, архітектором виступив П. В. Гурде. Пізніше були зроблені прибудови з південного і західного боків будинку. Будівля фігурує в літературі як Казенний будинок директора дитячого притулку, Будинок вдови полковника Сапожнікова або Колишній будинок садівника Татарінова.
Після 1917 року споруда була пристосована до закладів охорони здоров'я. Тут розташовувалась санітарно-епідеміологічна станція Алма-Ати.
У 1986 році було проведено комплексну реставрацію будівлі за проєктом архітектора В. М. Пліса.
З 1992 по 1999 роки у будівлі розміщувався Національний Олімпійський комітет Казахстану.

### Архітектура
Будівля являє собою одноповерховий дерев'яний зруб із тянь-шаньської ялини з мансардою і має в плані прямокутний обрис. Будівля встановлена на цегляному цоколі та кам'яному фундаменті. Стіни потиньковані та побілені.
Головний вхід акцентовано ґанком із козирком великого виносу. Квадратний об'єм мансарди має чотирисхилий дах, підтримуваний дерев'яними балковими конструкціями, що вкриті покрівельним залізом, і слухове вікно. Будову по всьому периметру вінчає багатопрофільний карниз із накладних дощок.
Є пам'яткою дерев'яної архітектури та зразком купецької забудови міста Вірного.

### Статус пам'ятника
10 листопада 2010 року було затверджено новий Державний список пам'яток історії та культури місцевого значення міста Алмати, одночасно з яким усі попередні рішення з цього приводу були визнані такими, що втратили чинність. У цій Постанові було збережено статус пам'ятника місцевого значення будівлі садівника Татринова. Межі охоронних зон було затверджено у 2014 році.